# 日本其他快速道路列表
以下道路為無法歸類至高規格幹線道路與地域高規格道路的自動車專用道路。

## 其他快速道路
- 室蘭新道（日语：室蘭新道）[1]
- 白鳥新道（日语：白鳥新道）
- 青森縣道47號青森東交流道線（日语：青森県道47号青森東インター線）
- 本町山中收費道路（日语：本町山中有料道路）
- 京葉道路（從起點到宮野木系統交流道）
- 三浦縱貫道路（日语：三浦縦貫道路）
- 西湘繞道（日语：西湘バイパス）
- 小田原厚木道路[2]
- 箱根新道（日语：箱根新道）
- 新潟縣道84號堀之内交流道線（日语：新潟県道84号堀之内インター線）
- 東富士五湖道路（日语：東富士五湖道路）
- 須走道路（日语：須走道路）
- 富士宮道路（日语：富士宮道路）[3]
- 西富士道路（日语：西富士道路）
- 静岡縣道88號一色久澤線（日语：静岡県道88号一色久沢線）[4]
- 藤枝繞道（日语：藤枝バイパス）
- 静岡縣道86號磐田中線（日语：静岡県道86号磐田インター線）
- 西知多產業道路（日语：西知多産業道路）
- 濱手繞道（日语：浜手バイパス）
- 加古川繞道（日语：加古川バイパス）
- 姫路繞道（日语：姫路バイパス）
- 太子龍野繞道（日语：太子竜野バイパス）
- 姫路西繞道（日语：姫路西バイパス）
- 姫路北繞道（日语：姫路北バイパス）[5]
- 島根縣道299號下府江津線（日语：島根県道299号下府江津線）[6]
- 都市計畫道路戶畑枝光線（日语：都市計画道路戸畑枝光線）[7]
- 宇佐道路
- 長崎繞道
- 川平收費道路（日语：川平有料道路）
- 一般縣道長崎交流道線

## 未根據道路法建設的快速道路
- 宇部興產專用道路（日语：宇部興産専用道路）

## 備註
1. ↑  輪西出入口~母戀出入口路段
2. ↑  平塚交流道~厚木交流道路段
3. ↑  外神交流道~内野交流道路段
4. ↑  大淵末廣交差點~新富士交流道路段
5. ↑  相野匝道~石倉匝道
6. ↑  江津市敬川町三百五十二號一~同市敬川町八十八號
7. ↑  為北九州高速5號線計畫路線